# Chiesa di Santa Maria della Stella
La chiesa di Santa Maria della Stella si erge a Napoli in piazzetta Stella, nel quartiere a cui dà il nome.

## Storia
La chiesa venne fondata nel 1571, per poter ospitare una immagine della Vergine, in precedenza conservata nella Madonna della Stella, presso Porta San Gennaro, su di un colle che dominava il vallone della Sanità.
Il tempio venne ricostruito dal 1587 da Domenico Fontana in forme più ampie, su commissione dei padri di San Francesco di Paola, dell'Ordine dei Minimi, ai quali era stato affidato. Numerosi rimaneggiamenti vennero attuati nel corso del XVII secolo.
Dal 1637, sino alla fine del secolo, numerosi architetti famosi parteciparono ai lavori: Bartolomeo Picchiatti (allievo del Fontana) diede inizio all'esecuzione della facciata (in piperno e marmo) che fu poi ultimata nel 1734 da Domenico Antonio Vaccaro.
Parte della ricca decorazione interna è andata perduta durante l'incendio nel 1944. Vittima importante (sotto il profilo artistico) di questo incendio fu il singolare sepolcro, realizzato da Giuseppe Sanmartino, di Domenico Cattaneo, principe di Sannicandro e aio del giovane Ferdinando IV, che abitava a pochissimi passi dal convento.

## Descrizione

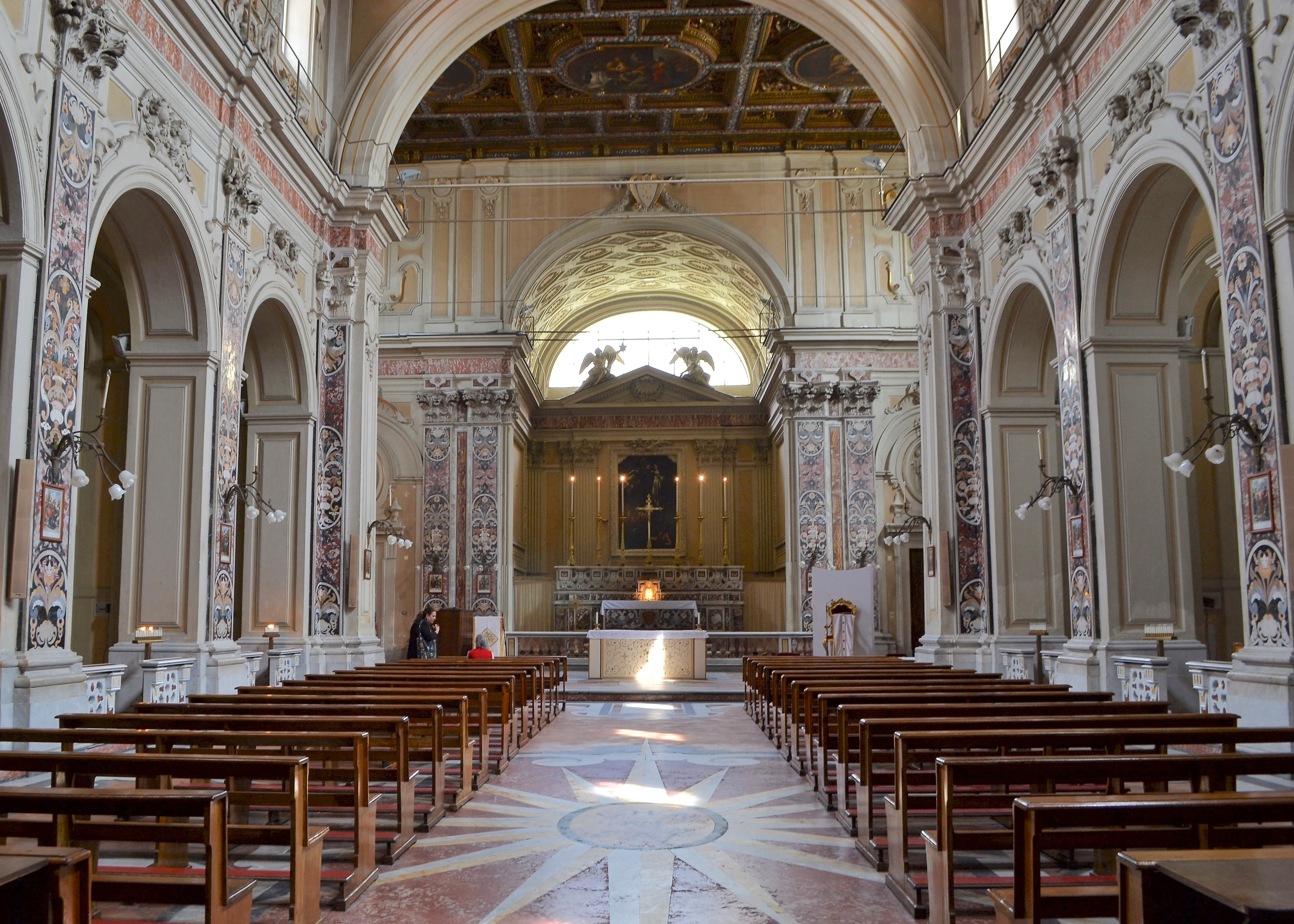
L'interno

In un'edicola sulla facciata è collocato un affresco con la Madonna della Stella tra i santi Gennaro e Francesco di Paola oggi non più esistente.
L'interno, che si presenta a navata unica con cappelle laterali e volta a cassettoni, fu decorato, dopo i lavori di restauro successivi alle distruzioni del 1944, con opere provenienti da altre chiese distrutte, tra cui spiccano le sedici paraste di marmo commesso risalenti al 1665 e l'altare maggiore (che sostituì l'originario, disegnato dal Vaccaro) provenienti dalla chiesa di San Sebastiano (crollata nel 1941) e alcune tele di Pietro del Pò dalla Cappella Palatina di Castel Nuovo (Nascita della Vergine, Presentazione al tempio e Fuga in Egitto).
Sul fondo del presbiterio è esposta una pala di Battistello Caracciolo, raffigurante l'Immacolata e i santi Domenico e Francesco (1607), unico dipinto salvatosi dall'incendio, in quanto originariamente collocato nella sacrestia; quest'ultima è in stile rococò secondo l'esecuzione di Luca Vecchione (1740-45).
Da segnalare nell'antisacrestia il busto marmoreo del monumento funebre di Luigi Riccio (n. 1570 † 1643), vescovo di Vico Equense (vedasi per la cronotassi la Diocesi di Vico Equense), con targa commemorativa policroma.
Il convento, a seguito dei moti rivoluzionari del 1860 cui seguì l'emanazione della legge sulla soppressione degli ordini religiosi, è oggi in maggior parte occupato dalla Caserma Podgora, mentre una piccola parte è stata restituita ai Frati Minimi essendo diventato Casa di Formazione, nonché sede della Curia Provinciale del medesimo Ordine dei Minimi; nel chiostro vi sono conservati affreschi seicenteschi di un allievo di Belisario Corenzio. Gli affreschi settecenteschi sono riscontrabili nei locali un tempo adibiti a farmacia.
Negli spazi conventuali ha sede anche la Biblioteca Santa Maria della Stella in Napoli, biblioteca storica e capofila del Sistema Bibliotecario Minimi.